# Dmitrij Jur'evič Grigorenko
Dmitrij Jur'evič Grigorenko (Nižnevartovsk, 14 luglio 1978) è un politico russo che ricopre il ruolo di vice primo ministro della Russia e capo di gabinetto del governo dal 21 gennaio 2020.

## Biografia
Nato a Nižnevartovsk, nell'oblast' di Tjumen', si laurea presso l'università statale del Kuban' e l'istituto di imprenditorialità e gestione internazionale del Kuban', specializzandosi in finanza.

### Carriera
Nel 2000 lavora presso l'ispezione tributaria come specialista, a capo dell'ispettorato interregionale per i maggiori contribuenti, per essere successivamente trasferito presso il Ministero delle imposte e della riscossione nel 2003. Qui lavora come capo dell'ispezione tributaria statale dell'analisi sommaria nel Dipartimento della tassazione degli utili. Lavora inoltre presso il Servizio federale delle imposte in qualità di vice capo del dipartimento di analisi e capo del dipartimento della fiscalità delle organizzazioni commerciali e della contabilità fiscale della gestione della tassazione degli utili, incarico ricoperto fino al 2008. In quest'anno viene nominato capo del dipartimento dell'amministrazione delle imposte sui redditi delle organizzazioni commerciali e della contabilità fiscale della gestione dell'amministrazione delle imposte sul reddito fino al 2012.
Nel 2013 viene nominato capo del dipartimento delle imposte nel servizio fiscale federale e, successivamente, nell'ottobre dello stesso anno è scelto come vicedirettore del servizio fiscale federale. Ricopre questi due ruoli fino a quando, il 21 gennaio 2020, diventa vice primo ministro e capo di gabinetto del governo. Nel maggio seguente entra a far parte del consiglio di sorveglianza di VTB Bank, succedendo ad Anton Siluanov.
Nel febbraio 2022 viene inserito nell'elenco realizzato dall'Unione europea dei responsabili del sostegno finanziario e materiale dell'annessione della Crimea nel 2014 e dell'invasione dell'Ucraina orientale. Inoltre, nel maggio dello stesso anno, il Dipartimento del tesoro degli Stati Uniti d'America gli impone delle sanzioni per essere un leader del governo della Russia.